# Claude Augustin Delahaye
Pour les articles homonymes, voir Delahaye (homonymie).
Claude Augustin Delahaye est un homme politique français né le 25 septembre 1754 à Orléans (Loiret) et décédé le 16 avril 1835 à Orléans.
licencié en droit et négociant à Orléans, membre de la chambre de commerce, il est député du Loiret de 1802 à 1815. Il est nommé conseiller de préfecture en décembre 1815.

## Sources
- « Claude Augustin Delahaye », dans Adolphe Robert et Gaston Cougny, Dictionnaire des parlementaires français, Edgar Bourloton, 1889-1891 [détail de l’édition]